# Azymut topograficzny
Azymut topograficzny – kąt między kierunkiem północnym siatki kilometrowej na mapie topograficznej a danym kierunkiem poziomym. Jak każdy azymut, liczony jest zgodnie z ruchem wskazówek zegara począwszy od kierunku północy, a jego wartość wyrażana jest w mierze kątowej.